# Guny
Guny és un municipi francès situat al departament de l'Aisne i a la regió dels Alts de França. L'any 2007 tenia 430 habitants.

## Demografia

### Població
El 2007 la població de fet de Guny era de 430 persones. Hi havia 156 famílies de les quals 44 eren unipersonals (20 homes vivint sols i 24 dones vivint soles), 44 parelles sense fills i 68 parelles amb fills.
La població ha evolucionat segons el següent gràfic:
Habitants censats

### Habitatges
El 2007 hi havia 197 habitatges, 167 eren l'habitatge principal de la família, 15 eren segones residències i 15 estaven desocupats. 195 eren cases i 1 era un apartament. Dels 167 habitatges principals, 126 estaven ocupats pels seus propietaris, 32 estaven llogats i ocupats pels llogaters i 9 estaven cedits a títol gratuït; 1 tenia una cambra, 4 en tenien dues, 22 en tenien tres, 45 en tenien quatre i 95 en tenien cinc o més. 111 habitatges disposaven pel capbaix d'una plaça de pàrquing. A 76 habitatges hi havia un automòbil i a 62 n'hi havia dos o més.

### Piràmide de població
La piràmide de població per edats i sexe el 2009 era:
| Homes | Edats   | Dones |
| ----- | ------- | ----- |
| 0     | 95 o +  | 0     |
| 0     | 90 a 94 | 0     |
| 0     | 85 a 89 | 4     |
| 0     | 80 a 84 | 4     |
| 8     | 75 a 79 | 20    |
| 12    | 70 a 74 | 16    |
| 24    | 65 a 69 | 8     |
| 0     | 60 a 64 | 4     |
| 4     | 55 a 59 | 4     |
| 8     | 50 a 54 | 20    |
| 12    | 45 a 49 | 8     |
| 20    | 40 a 44 | 16    |
| 24    | 35 a 39 | 24    |
| 20    | 30 a 34 | 24    |
| 16    | 25 a 29 | 4     |
| 12    | 20 a 24 | 0     |
| 24    | 15 a 19 | 12    |
| 12    | 10 a 14 | 24    |
| 20    | 5 a 9   | 4     |
| 12    | 0 a 4   | 12    |

## Economia
El 2007 la població en edat de treballar era de 264 persones, 182 eren actives i 82 eren inactives. De les 182 persones actives 155 estaven ocupades (101 homes i 54 dones) i 27 estaven aturades (12 homes i 15 dones). De les 82 persones inactives 20 estaven jubilades, 19 estaven estudiant i 43 estaven classificades com a «altres inactius».

### Ingressos
El 2009 a Guny hi havia 179 unitats fiscals que integraven 454 persones, la mediana anual d'ingressos fiscals per persona era de 15.155 €.

### Activitats econòmiques
Dels 11 establiments que hi havia el 2007, 1 era d'una empresa extractiva, 1 d'una empresa alimentària, 2 d'empreses de fabricació d'altres productes industrials, 6 d'empreses de construcció i 1 d'una empresa d'hostatgeria i restauració.
Dels 6 establiments de servei als particulars que hi havia el 2009, 2 eren fusteries, 2 lampisteries, 1 empresa de construcció i 1 restaurant.
L'únic establiment comercial que hi havia el 2009 era una fleca.
L'any 2000 a Guny hi havia 6 explotacions agrícoles.

## Equipaments sanitaris i escolars
El 2009 hi havia una escola elemental integrada dins d'un grup escolar amb les comunes properes formant una escola dispersa.

## Poblacions més properes
El següent diagrama mostra les poblacions més properes.